# 3a etapa del Tour de França de 2020
La 3a etapa del Tour de França de 2020 es va disputar el dilluns 31 d'agost entre Niça i Sisteron, sobre una distància de 198 quilòmetres.

## Recorregut
La sortida es fa per la tercera jornada consecutiva a Niça. Durant el recorregut van haver de superar 3 ports de tercera categoria: el coll del Pilon (8,4 km al 5,1 %), el coll de la Faye (5,3 km al 4,8 %) i el coll de Lèques (6,9 km al 5,4 %) i un port de quarta categoria, el coll de l'Orme (2,7 km al 5 %). L'última part de la cursa va transcorre sobre un perfil principalment pla i en ocasions fins i tot descendent. L'arribada estava situada a Sisteron.

## Desenvolupament de l'etapa
Poc després de l'inici de l'etapa, tres corredors francesos s'escapen. Com el dia anterior, trobem a l'escapada a Benoît Cosnefroy i Anthony Perez, aquest cop acompanyats per Jérôme Cousin. A les dues primeres ascensions del dia, Anthony Pérez va superar Benoît Cosnefroy i Jerôme Cousin, col·locant-se virtualment com a líder de la classificació de la muntanya. Poc després Perez i Cosnefroy van abaixar el ritme i finalment van ser atrapats per gran grup, mentre que Cousin va seguir l'escapada en solitari. Poc després Anthony Perez es patir una punxada i quan va tornar a reprendre la marxa va colpejar amb el cotxe del seu director esportiu. Malauradament, el cop li va provocar una fractura de clavícula que el va obligar a abandonar el Tour de França. El gran grup va anar reduint la diferent amb Jeröme Cousin, el qual va ser atrapat a 16 quilòmetres del final. L'etapa es va decidir a l'esprint, que va ser guanyat per Caleb Ewan, per davant del campió irlandès Sam Bennett i del recent campió europeu Giacomo Nizzolo. Amb un segon lloc a l'esprint intermedi i després de creuar en cinquena posició la línia de meta, Peter Sagan es va convertir en el nou líder de la classificació per punts. A la classificació general no hi va haver canvis.

## Resultats de l'etapa

### Classificació de l'etapa[5]
| \| Classificació de l'etapa \| Classificació de l'etapa \| Classificació de l'etapa \| Classificació de l'etapa \| Classificació de l'etapa \| \| Corredor \| Corredor \| Equip \| Temps \| \| \| ------------------------ \| ------------------------ \| -------------------------------- \| ------------------------ \| ------------------------ \| \| 1r \| Caleb Ewan \| Lotto-Soudal \| 5h 17' 42" \| \| \| 2n \| Sam Bennett \| Deceuninck-Quick Step \| + 0" \| \| \| 3r \| Giacomo Nizzolo \| NTT Pro Cycling \| + 0" \| \| \| 4t \| Hugo Hofstetter \| Israel Start-Up Nation \| + 0" \| \| \| 5è \| Peter Sagan \| Bora-Hansgrohe \| + 0" \| \| \| 6è \| Edward Theuns \| Trek-Segafredo \| + 0" \| \| \| 7è \| Cees Bol \| Team Sunweb \| + 0" \| \| \| 8è \| Matteo Trentin \| CCC Team \| + 0" \| \| \| 9è \| Bryan Coquard \| B&B Hotels-Vital Concept p/b KTM \| + 0" \| \| \| 10è \| Niccolò Bonifazio \| Total Direct Énergie \| + 0" \| \| |                   |                                  |            |
| |                   |                                  |            |
| Font: ProCyclingStats |                   |                                  |            |
| Classificació de l'etapa |                   |                                  |            |
| Corredor | Corredor          | Equip                            | Temps      |
| 1r | Caleb Ewan        | Lotto-Soudal                     | 5h 17' 42" |
| 2n | Sam Bennett       | Deceuninck-Quick Step            | + 0"       |
| 3r | Giacomo Nizzolo   | NTT Pro Cycling                  | + 0"       |
| 4t | Hugo Hofstetter   | Israel Start-Up Nation           | + 0"       |
| 5è | Peter Sagan       | Bora-Hansgrohe                   | + 0"       |
| 6è | Edward Theuns     | Trek-Segafredo                   | + 0"       |
| 7è | Cees Bol          | Team Sunweb                      | + 0"       |
| 8è | Matteo Trentin    | CCC Team                         | + 0"       |
| 9è | Bryan Coquard     | B&B Hotels-Vital Concept p/b KTM | + 0"       |
| 10è | Niccolò Bonifazio | Total Direct Énergie             | + 0"       |

### Punts obtinguts[5]
|    | Ciclista             | País      | Equip                            | Punts |
| -- | -------------------- | --------- | -------------------------------- | ----- |
| 1  | Jérôme Cousin        | França    | Total Direct Énergie             | 20    |
| 2  | Peter Sagan          | Eslovènia | Bora-Hansgrohe                   | 17    |
| 3  | Niccolò Bonifazio    | Itàlia    | Total Direct Énergie             | 15    |
| 4  | Giacomo Nizzolo      | Itàlia    | NTT Pro Cycling                  | 13    |
| 5  | Alexander Kristoff   | Noruega   | UAE Team Emirates                | 11    |
| 6  | Daniel Oss           | Itàlia    | Bora-Hansgrohe                   | 10    |
| 7  | Sam Bennett          | Irlanda   | Deceuninck-Quick Step            | 9     |
| 8  | Matteo Trentin       | Itàlia    | CCC                              | 8     |
| 9  | Bryan Coquard        | França    | B&B Hotels-Vital Concept p/b KTM | 7     |
| 10 | Maximilian Walscheid | Alemanya  | NTT Pro Cycling                  | 6     |
| 11 | Michael Mørkøv       | Dinamarca | Deceuninck-Quick Step            | 5     |
| 12 | Geoffrey Soupe       | França    | Total Direct Énergie             | 4     |
| 13 | Damiano Caruso       | Itàlia    | Bahrain-McLaren                  | 3     |
| 14 | Rémi Cavagna         | França    | Deceuninck-Quick Step            | 2     |
| 15 | Sonny Colbrelli      | Itàlia    | Bahrain-McLaren                  | 1     |

|    | Ciclista           | País          | Equip                            | Punts |
| -- | ------------------ | ------------- | -------------------------------- | ----- |
| 1  | Caleb Ewan         | Austràlia     | Lotto-Soudal                     | 50    |
| 2  | Sam Bennett        | Irlanda       | Deceuninck-Quick Step            | 30    |
| 3  | Giacomo Nizzolo    | Itàlia        | NTT Pro Cycling                  | 20    |
| 4  | Hugo Hofstetter    | França        | Israel Start-Up Nation           | 18    |
| 5  | Peter Sagan        | Eslovàquia    | Bora-Hansgrohe                   | 16    |
| 6  | Edward Theuns      | Bèlgica       | Trek-Segafredo                   | 14    |
| 7  | Cees Bol           | Països Baixos | Team Sunweb                      | 12    |
| 8  | Matteo Trentin     | Itàlia        | CCC                              | 10    |
| 9  | Bryan Coquard      | França        | B&B Hotels-Vital Concept p/b KTM | 8     |
| 10 | Niccolò Bonifazio  | Itàlia        | Total Direct Énergie             | 7     |
| 11 | Luka Mezgec        | Eslovènia     | Mitchelton-Scott                 | 6     |
| 12 | Tom Van Asbroeck   | Bèlgica       | Israel Start-Up Nation           | 5     |
| 13 | Jonas Koch         | Alemanya      | CCC                              | 4     |
| 14 | Jack Bauer         | Nova Zelanda  | Mitchelton-Scott                 | 3     |
| 15 | Alexander Kristoff | Noruega       | UAE Team Emirates                | 2     |

### Bonificacions
|   | Ciclista        | Pais      | Equip                 | Segons |
| - | --------------- | --------- | --------------------- | ------ |
| 1 | Caleb Ewan      | Austràlia | Lotto-Soudal          | 10     |
| 2 | Sam Bennett     | Irlanda   | Deceuninck-Quick Step | 6      |
| 3 | Giacomo Nizzolo | Itàlia    | NTT Pro Cycling       | 4      |

### Alts i cims puntuables
|   | Ciclista         | País   | Equip            | Punts |
| - | ---------------- | ------ | ---------------- | ----- |
| 1 | Anthony Perez    | França | Cofidis          | 2     |
| 2 | Benoît Cosnefroy | França | AG2R La Mondiale | 1     |

|   | Ciclista         | País   | Equip            | Punts |
| - | ---------------- | ------ | ---------------- | ----- |
| 1 | Anthony Perez    | França | Cofidis          | 2     |
| 2 | Benoît Cosnefroy | França | AG2R La Mondiale | 1     |

|   | Ciclista         | País   | Equip                | Punts |
| - | ---------------- | ------ | -------------------- | ----- |
| 1 | Jérôme Cousin    | França | Total Direct Énergie | 2     |
| 2 | Benoît Cosnefroy | França | AG2R La Mondiale     | 1     |

|   | Ciclista      | País   | Equip                | Punts |
| - | ------------- | ------ | -------------------- | ----- |
| 1 | Jérôme Cousin | França | Total Direct Énergie | 1     |

### Premi de la combativitat
- Jérôme Cousin (Total Direct Énergie)

## Classificacions al final de l'etapa

### Classificació general[5]
| \| Classificació general \| Classificació general \| Classificació general \| Classificació general \| Classificació general \| \| Corredor \| Corredor \| Equip \| Temps \| \| \| --------------------- \| --------------------- \| --------------------- \| --------------------- \| --------------------- \| \| 1r \| Julian Alaphilippe \| Deceuninck-Quick Step \| 13h 59' 17" \| \| \| 2n \| Adam Yates \| Mitchelton-Scott \| + 4" \| \| \| 3r \| Marc Hirschi \| Team Sunweb \| + 7" \| \| \| 4t \| Tadej Pogačar \| UAE Team Emirates \| + 17" \| \| \| 5è \| Davide Formolo \| UAE Team Emirates \| + 17" \| \| \| 6è \| Egan Bernal Gómez \| Ineos Grenadiers \| + 17" \| \| \| 7è \| Tom Dumoulin \| Jumbo-Visma \| + 17" \| \| \| 8è \| Sergio Higuita García \| EF Pro Cycling \| + 17" \| \| \| 9è \| Guillaume Martin \| Cofidis \| + 17" \| \| \| 10è \| Esteban Chaves Rubio \| Mitchelton-Scott \| + 17" \| \| |                       |                       |             |
| |                       |                       |             |
| Font: ProCyclingStats |                       |                       |             |
| Classificació general |                       |                       |             |
| Corredor | Corredor              | Equip                 | Temps       |
| 1r | Julian Alaphilippe    | Deceuninck-Quick Step | 13h 59' 17" |
| 2n | Adam Yates            | Mitchelton-Scott      | + 4"        |
| 3r | Marc Hirschi          | Team Sunweb           | + 7"        |
| 4t | Tadej Pogačar         | UAE Team Emirates     | + 17"       |
| 5è | Davide Formolo        | UAE Team Emirates     | + 17"       |
| 6è | Egan Bernal Gómez     | Ineos Grenadiers      | + 17"       |
| 7è | Tom Dumoulin          | Jumbo-Visma           | + 17"       |
| 8è | Sergio Higuita García | EF Pro Cycling        | + 17"       |
| 9è | Guillaume Martin      | Cofidis               | + 17"       |
| 10è | Esteban Chaves Rubio  | Mitchelton-Scott      | + 17"       |

### Classificació per punts[5]
| Classificació per punts | Classificació per punts | Classificació per punts          | Classificació per punts | Classificació per punts |
| Corredor                | Corredor                | Equip                            | Punts                   |                         |
| ----------------------- | ----------------------- | -------------------------------- | ----------------------- | ----------------------- |
| 1r                      | Peter Sagan             | Bora-Hansgrohe                   | 79 pts                  |                         |
| 2n                      | Alexander Kristoff      | UAE Team Emirates                | 77 pts                  |                         |
| 3r                      | Sam Bennett             | Deceuninck-Quick Step            | 74 pts                  |                         |
| 4t                      | Matteo Trentin          | CCC Team                         | 54 pts                  |                         |
| 5è                      | Caleb Ewan              | Lotto-Soudal                     | 50 pts                  |                         |
| 6è                      | Giacomo Nizzolo         | NTT Pro Cycling                  | 46 pts                  |                         |
| 7è                      | Bryan Coquard           | B&B Hotels-Vital Concept p/b KTM | 37 pts                  |                         |
| 8è                      | Cees Bol                | Team Sunweb                      | 32 pts                  |                         |
| 9è                      | Julian Alaphilippe      | Deceuninck-Quick Step            | 30 pts                  |                         |
| 10è                     | Mads Pedersen           | Trek-Segafredo                   | 30 pts                  |                         |

### Classificació de la muntanya[5]
| Classificació de la muntanya | Classificació de la muntanya | Classificació de la muntanya | Classificació de la muntanya | Classificació de la muntanya |
| Corredor                     | Corredor                     | Equip                        | Punts                        |                              |
| ---------------------------- | ---------------------------- | ---------------------------- | ---------------------------- | ---------------------------- |
| 1r                           | Benoît Cosnefroy             | AG2R La Mondiale             | 21 pts                       |                              |
| 2n                           | Michael Gogl                 | NTT Pro Cycling              | 12 pts                       |                              |
| 3r                           | Toms Skujiņš                 | Trek-Segafredo               | 6 pts                        |                              |
| 4t                           | Kasper Asgreen               | Deceuninck-Quick Step        | 6 pts                        |                              |
| 5è                           | Nicolas Roche                | Team Sunweb                  | 5 pts                        |                              |
| 6è                           | Jérôme Cousin                | Total Direct Énergie         | 3 pts                        |                              |
| 7è                           | Robert Gesink                | Jumbo-Visma                  | 3 pts                        |                              |
| 8è                           | Michael Schär                | CCC Team                     | 2 pts                        |                              |
| 9è                           | Fabien Grellier              | Total Direct Énergie         | 2 pts                        |                              |
| 10è                          | Marc Hirschi                 | Team Sunweb                  | 2 pts                        |                              |

### Classificació del millor jove[5]
| Classificació del millor jove | Classificació del millor jove | Classificació del millor jove | Classificació del millor jove | Classificació del millor jove |
| Corredor                      | Corredor                      | Equip                         | Temps                         |                               |
| ----------------------------- | ----------------------------- | ----------------------------- | ----------------------------- | ----------------------------- |
| 1r                            | Marc Hirschi                  | Team Sunweb                   | 13h 59' 24"                   |                               |
| 2n                            | Tadej Pogačar                 | UAE Team Emirates             | + 10"                         |                               |
| 3r                            | Egan Bernal Gómez             | Ineos Grenadiers              | + 10"                         |                               |
| 4t                            | Sergio Higuita García         | EF Pro Cycling                | + 10"                         |                               |
| 5è                            | Enric Mas Nicolau             | Movistar Team                 | + 10"                         |                               |
| 6è                            | Valentin Madouas              | Groupama-FDJ                  | + 2' 17"                      |                               |
| 7è                            | Daniel Martínez Poveda        | EF Pro Cycling                | + 3' 46"                      |                               |
| 8è                            | Harold Tejada                 | Astana                        | + 4' 33"                      |                               |
| 9è                            | Niklas Eg                     | Trek-Segafredo                | + 8' 49"                      |                               |
| 10è                           | Lennard Kämna                 | Bora-Hansgrohe                | + 10' 27"                     |                               |

### Classificació per equips[5]
| Classificació per equips | Classificació per equips | Classificació per equips | Classificació per equips |
| Equip                    | Equip                    | Temps                    |                          |
| ------------------------ | ------------------------ | ------------------------ | ------------------------ |
| 1r                       | Trek-Segafredo           | 41h 58' 42"              |                          |
| 2n                       | EF Pro Cycling           | + 0"                     |                          |
| 3r                       | Astana                   | + 0"                     |                          |
| 4t                       | Bahrain McLaren          | + 0"                     |                          |
| 5è                       | Ineos Grenadiers         | + 1' 02"                 |                          |
| 6è                       | Movistar Team            | + 1' 10"                 |                          |
| 7è                       | Jumbo-Visma              | + 1' 14"                 |                          |
| 8è                       | UAE Team Emirates        | + 2' 07"                 |                          |
| 9è                       | Groupama-FDJ             | + 2' 07"                 |                          |
| 10è                      | AG2R La Mondiale         | + 3' 36"                 |                          |

## Abandons
- Anthony Perez (Cofidis) - Xoc amb el cotxe de l'equip.[3][2]